# Vin Doux Naturel

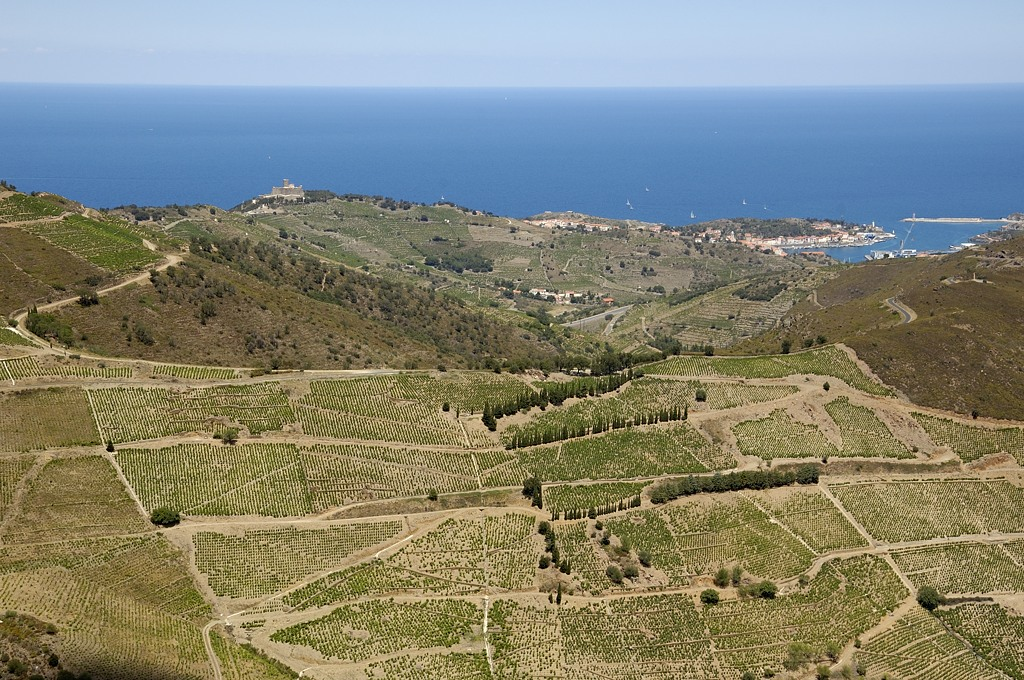
Weinberge im Hinterland von Banyuls-sur-Mer

Vin Doux Naturel (Abkürzung VDN) ist ein südfranzösischer, gespriteter Süßwein aus der Familie der Likörweine. Wörtlich übersetzt bedeutet der Begriff „natürlicher Süßwein“.

## Herstellung
Beim Vin Doux Naturel wird die Gärung des Weins, also die Umwandlung des im gepressten Saft der Weintraube vorhandenen Zuckers in Ethanol, durch Zugabe von hochprozentigem Trinkalkohol gestoppt. Dadurch bleibt sehr viel von der natürlichen ursprünglichen Süße der Traube im Wein erhalten (siehe auch Restzucker). Die Herstellungsmethode wurde im 13. Jahrhundert von dem Chemiker und Gelehrten der Universität Montpellier Arnaud de Villeneuve entdeckt; in Frankreich wird sie als mutage bezeichnet.

## Charakteristika
Im Vergleich zu Portwein und Madeira hat der Vin Doux Naturel (kurz: VDN) einen etwas niedrigeren Alkoholgehalt von 15 bis 18 Vol.-%. Der Restzuckergehalt liegt bei mindestens 45 g/Liter, kann aber bei gewissen Muscat-Sorten auf über 100 g/l steigen. Je nach Herkunft sind die Rebsorten Grenache, Grenache Gris, Grenache Blanc, Macabeo, Tourbat, Muscat blanc à petits grains und Muscat d’Alexandrie zugelassen.

## Vermarktung
Die aus den fruchtigen Muskateller-Sorten erzeugten Weine kommen in der Regel relativ früh auf den Markt, andere Sorten werden bis zu 30 Monate im Holzfass (barrique) ausgebaut und verfügen über eine sehr hohe Lebenserwartung von 40 Jahren und mehr. Sie benötigen oft mehrere Jahre Reifezeit, um eine geschmackliche Harmonie zwischen Alkohol und Süße zu erreichen.
Appellationen, in denen die Vins Doux Naturels hergestellt werden, sind Banyuls, Rivesaltes, Muscat de Rivesaltes, Maury, Muscat de Beaumes-de-Venise, Muscat de Saint-Jean-de-Minervois, Muscat de Frontignan, Muscat de Mireval, Muscat de Lunel, Muscat du Cap Corse und Rasteau.